# ジュコーフスキー (モスクワ州)
座標: 北緯55度36分 東経38度07分 / 北緯55.600度 東経38.117度

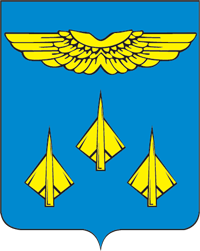
ジュコーフスキーの紋章

ジュコーフスキー （ロシア語: Жуко́вский, Zhukovsky) は、ロシア・モスクワ州の都市。人口は11万1222人（2021年） 。首都モスクワから南東へ40km。モスクワ川の畔にある。ロシアの航空宇宙産業に関する研究の中心であり、TsAGIの本部がある。街の名はロシアの航空の父ニコライ・ジュコーフスキーにちなむ。

## 歴史
1935年、ダーチャを中心とする集落オトディフ（Отдых）が都市型集落となり、同時に、有名な炭鉱夫で「労働英雄」と呼ばれていたアレクセイ・スタハノフにちなんでスタハノヴォ（Стаханово）と改名された。1947年に市の地位を得た際、ロシアの空気力学の父ニコライ・ジュコーフスキーにちなんでジュコーフスキーと改名した。

## 研究施設

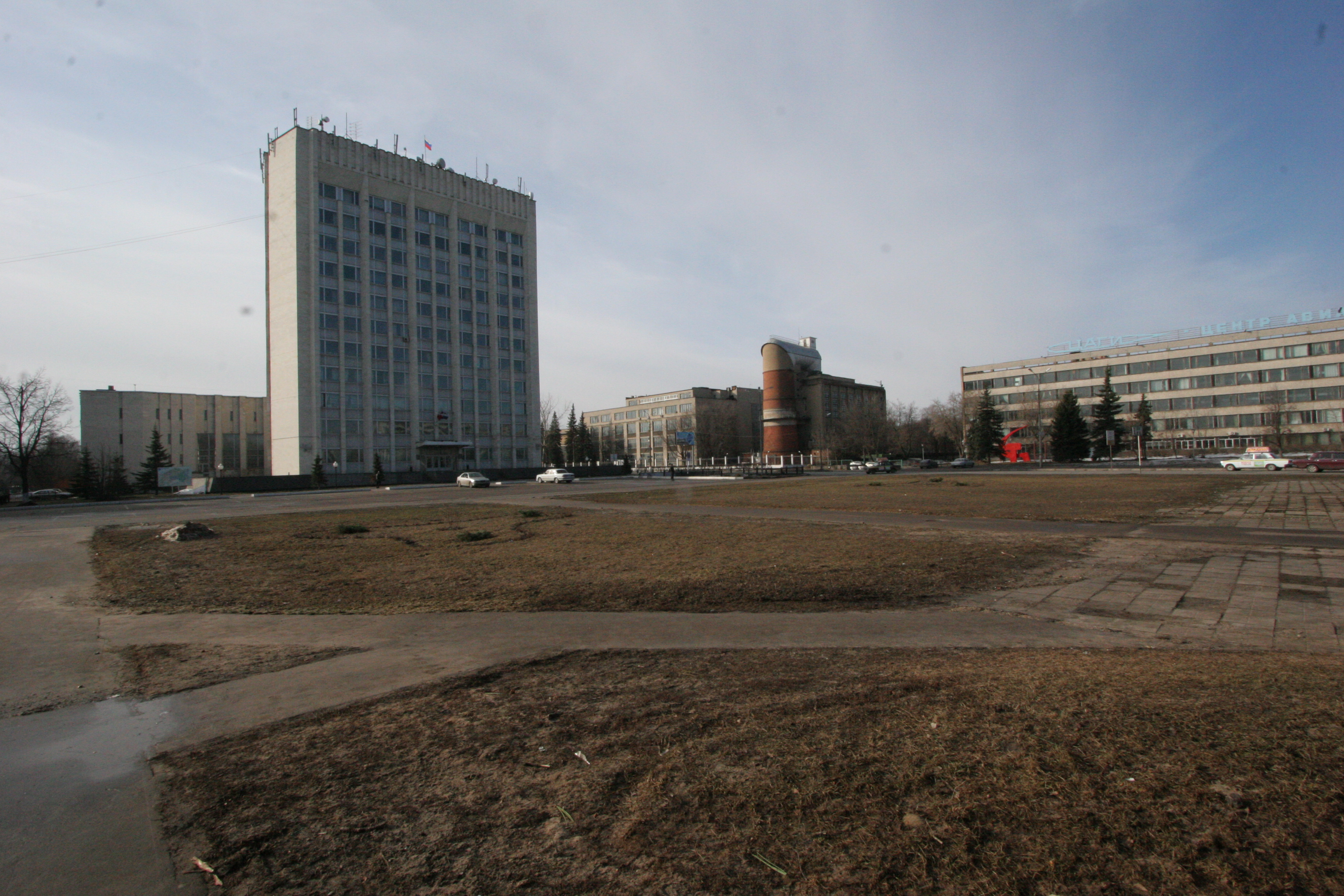
TsAGI本部とジューコフスキー市庁舎

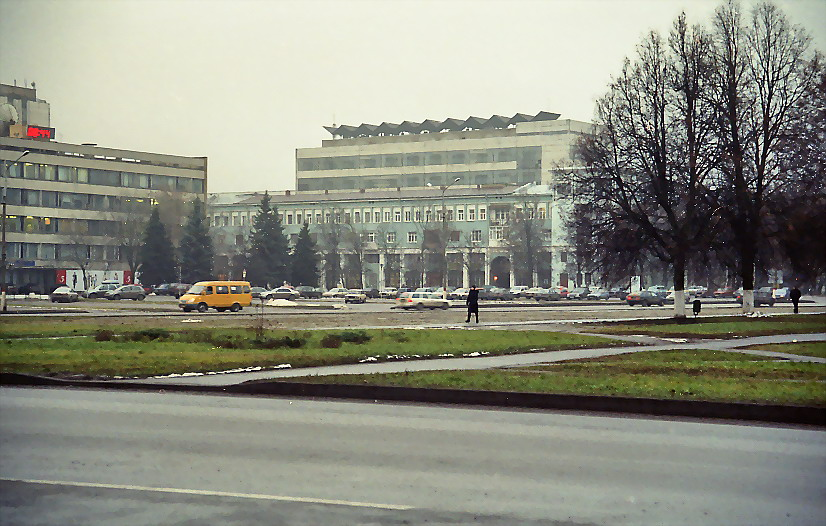
TsAGI本部とNIIP本部

ジュコーフスキーには、M・M・グロモフ記念航空研究所、略称 LII, ЛИИ) 、および中央流体力学研究所（Central Aerohydrodynamic Institute、略称 TsAGI, ЦАГИ）という二つの大きな研究所があり、ロシアの航空機の試験と設計を行っている。またジュコーフスキーからラメンスコエにかけての周囲には実験のための大きな飛行場もあり、中には長さ5.4km、幅120mというヨーロッパ最大級の滑走路もある。ジュコーフスキー空港はグロモフ航空研究所が運営する飛行場で、MAKS航空ショーが隔年で開催されている。ペレストロイカ以前は閉鎖都市であり、ジュコーフスキー市の人口の多くがこれらの研究所の職員とその家族であった。
そのほかにも多くの企業や研究所が立地する。自走式対空ミサイル発射機システムや、戦闘機の武器管制システムなどを手がけるNIIP（チホミーロフ研究所）など機械や兵器の設計を行う研究所が複数あるほか、スホーイ、イリューシン、ツポレフといった設計局を前身とする企業も研究施設やテストパイロット養成学校を置く。2008年にはウラジーミル・プーチン大統領（当時）が、ジュコーフスキーに国立航空機製造センター（National Aircraft Construction Center）を設立する大統領令に署名した 。
その他の産業には機械工業、部品工業、製材所、製紙工場、食品工場などがある。ネスレなどの外資も工場を置いている。

## スポーツ
ジュコーフスキーはモスクワ州の陸上競技の中心地であり、ユーリー・ボルザコフスキーら多くの選手を生み出してきた。2005年には新しい陸上競技場も完成している。

## 姉妹都市
- ル・ブルジェ、フランス
- en:Sydals Municipality、デンマーク
- ウリヤノフスク、ロシア